# 山口風月堂
山口風月堂(やまぐちふうげつどう)は、山口県山口市の和菓子店。
1897年（明治30年）、創業。山口の観光名所や伝統工芸をモチーフにした和菓子の製造・販売を行っている。銘菓「毛利公」「大理石」、上生菓子や大内人形をモチーフにした「大内もなたん」などが評判となっている。
2020年には山口風月堂の「日除け暖簾」が、山口市で地域で良好な景観形成に寄与している広告物として、第7回市景観賞の広告物表彰で最優秀賞を受賞した。
山口風月堂の「日除け暖簾」は、篆書体の「菓」をモチーフとしており、「風月堂」の「月」の字を中央に、部首の草冠は「末永いご愛顧」を祈して大内人形と無限大マーク（∞）を掛け合わせたデザインとなっている。4代目若女将の渡邊さち子がデザインを考案し、2018年より設置されている。
なお、渡邊は関東から山口に嫁いできた際に山口の伝統工芸品である大内人形を初めて見てから一目惚れ。山口市では大内人形への関心は薄れつつあり、製造している工房は5つだけであった。渡邊は大学の卒業論文タイトルが「現代おやつ考」であり、大学卒業後に食品商社に就職し、その後、資生堂パーラーに転職してマーケティング企画・開発に携わってた。渡邊は大内人形をモチーフにした菓子も考案している。

## 主な菓子
毛利公
山口産夏みかんのマーマレードに餡を使った最中。
大理石
白インゲン豆と卵白で作った淡雪羹と京都産の石臼挽き抹茶を合わせた棹菓子。断面がマーブル模様となることが名前の由来。
初代が考案した菓子であり、第二次世界大戦前から愛されている。
大内もなたん
山口の伝統工芸品である大内人形を模した最中。2016年発売。
「殿」と「姫」の2個セットで、「殿」は粒あん、「姫」は抹茶あん入りとなっている。
2018年度のグッドデザイン賞を受賞。
にこたん糖
大内人形を模した和三盆糖の干菓子。2022年発売。

## 所在地
- 山口市下竪小路2

## 近在の施設
- 亀山公園
- 龍福寺
- 山口赤十字病院